# هانس جوناس هينركسن
هانس جوناس هينركسن (بالنرويجية البوكمول: Hans J. Henriksen)‏ هو مترجم نرويجي، ولد في 28 أكتوبر 1903 في تانا في النرويج، وتوفي في 1977 في أوسلو في النرويج.